# Folke Bernadottes gata
Folke Bernadottes gata är en gata i stadsdelarna Annedal och Vasastaden i Göteborg. Den är cirka 120 meter lång och sträcker sig från Föreningsgatan.
Gatan fick sitt namn år 1958 till minne av Folke Bernadotte, som var ordförande i Svenska Röda Korsets överstyrelse och gjorde betydande insatser för att under slutet av andra världskriget utverka tillstånd för Svenska Röda Korset att få norska och danska fångar i de tyska koncentrationslägren, liksom svenska kvinnor som blivit tyska medborgare genom giftermål med tyskar, återbördade till sina hemländer. År 1948 utsågs han av FN:s säkerhetsråd till medlare mellan Israel och arabstaterna. Han mördades i september 1948 i Jerusalem. Utomlands har gator i bland annat Köpenhamn, Paris, Rom, Berlin och Jerusalem uppkallats efter Bernadotte.
Småbarnsskolan vid Folke Bernadottes gata uppfördes år 1881 av Stiftelsen Göteborgs Småbarnsskolor, efter ritningar av Adrian C. Peterson. Den har ett kyrkliknande utseende och är utförd i nyromantisk stil.